# Apodemus latronum
Apodemus latronum é uma espécie de roedor da família Muridae.
Apenas pode ser encontrada na China.